# Acanthonessa
Acanthonessa is een kevergeslacht uit de familie van de boktorren (Cerambycidae). De wetenschappelijke naam van het geslacht werd voor het eerst geldig gepubliceerd in 1982 door Napp & Martins.

## Soorten
Acanthonessa is monotypisch en omvat slechts de volgende soort:
- Acanthonessa quadrispinosa (Melzer, 1931)